# Distretto di Konimekh
Il distretto di Konimekh (usbeco Konimex) è uno degli 8 distretti della Regione di Navoiy, in Uzbekistan. Il capoluogo è Konimekh.